# Université Nationale du Bénin Football Club
O Université Nationale du Bénin Football Club é um clube de futebol do Benim. Disputa atualmente a segunda divisão do país.

## Títulos
- Coupe du Bénin: 1996 e 2007
- Coupe de l'Indépendance: 2004